# Laval-de-Cère
Laval-de-Cère – miejscowość i gmina we Francji, w regionie Oksytania, w departamencie Lot, położona nad rzeką Cère.
Według danych na rok 1990 gminę zamieszkiwało 391 osób, a gęstość zaludnienia wynosiła 49 osób/km² (wśród 3020 gmin regionu Midi-Pyrénées Laval-de-Cère plasuje się na 682. miejscu pod względem liczby ludności, natomiast pod względem powierzchni na miejscu 1246).